# Капани, Нариндер Сингх
Нариндер Сингх Капани (31 октября 1926, Мога, Пенджаб, Британская Индия — 4 декабря 2020, Калифорния, США) — американский физик индийского происхождения, один из основоположников волоконной оптики.

## Биография
Окончил Университет А́гры и в 1952 году — Имперский колледж науки и технологии в Лондоне, в 1955 году под руководством Гарольда Хопкинса получил степень доктора в Лондонском университете, после чего мигрировал в США. В 1955—1957 годах он работал в Оптическом институте Рочестерского университета, в 1957—1961 годах — в Иллинойсском технологическом институте (Чикаго). В 1961—1973 годах — президент и директор исследований основанной им компании Optics Technology Inc. (Белмонт), с 1973 года — президент Kaptron Inc., в 2000 году основал K2 Optronics. Одновременно преподавал и занимался исследованиями в Калифорнийском университете в Санта-Крузе.
Капани был не только физиком, но и бизнесменом, предпринимателем, меценатом и скульптором. Был активным филантропом в сфере образования и искусства, сыграл важную роль в создании Sikh Foundation и пожертвовал 5 миллионов долларов в Музей восточных искусств Сан-Франциско. Являлся членом Американской академии искусств и наук.

## Научная деятельность
Проводил исследования по геометрической и физической оптике, волоконной оптике и её применениям, интерференционной микроскопии, фотоэлектронике, скоростной фотографии, лазерной технике, обработке информации. Первый получил неискажённое изображение при помощи жгута из регулярно уложенных стеклянных волокон, разработал технологию укладки волокон. Эти достижения легли в основу современной волоконной эндоскопии. В 1956 году предложил термин «волоконная оптика», а в 1967 году опубликовал первую монографию по волоконной оптике.
Независимо от других разработал стеклянные волокна в оболочке из стекла, в которых исключались световые потери, и технологию изготовления многожильных волокон. Исследовал передачу волноводных мод по волокнам малого диаметра, получил расширение спектральных характеристик волоконной оптики в инфракрасную область спектра, провёл эксперименты с лазерными волокнами и волоконными усилителями, исследования характеристик передачи изображения волоконными жгутами.
Внёс существенный вклад в биомедицинскую оптику. В начале 1960-х годов исследовал взаимодействие лазерных импульсов с сетчаткой глаза и продемонстрировал возможность приваривать отслоившуюся сетчатку к сосудистой оболочке глаза, что впоследствии использовалось для лечения слепоты. Одним из первых предложил использовать схему на основе оптического волокна для целей оксиметрии.

## Основные публикации
- Hopkins H.H., Kapany N.S. A flexible fibrescope, using static scanning // Nature. — 1954. — Vol. 173. — P. 39-41. — doi:10.1038/173039b0.
- Kapany N.S. High-resolution fibre optics using sub-micron multiple fibres // Nature. — 1959. — Vol. 184. — P. 881-883. — doi:10.1038/184881a0.
- Kapany N.S. Optical image assessment // Nature. — 1960. — Vol. 188. — P. 1083-1086. — doi:10.1038/1881083a0.
- Reiffel L., Kapany N.S. Some considerations on luminescent fiber chambers and intensifier screens // Review of Scientific Instruments. — 1960. — Vol. 31. — P. 1136-1142. — doi:10.1063/1.1716826.
- Capellaro D.F., Kapany N.S., Long C. A hypodermic probe using fibre optics // Nature. — 1961. — Vol. 191. — P. 927-928. — doi:10.1038/191927a0.
- Kapany N.S., Peppers N.A., Zweng H.C., Flocks M. Retinal photocoagulation by lasers // Nature. — 1963. — Vol. 199. — P. 146-149. — doi:10.1038/199146a0.
- Kapany N.S., Silbertrust N. Fibre optics spectrophotometer for in vivo oximetry // Nature. — 1964. — Vol. 204. — P. 138-142. — doi:10.1038/204138a0.
- Kapany N.S., Simms R.J. Recent developments in infrared fiber optics // Infrared Physics. — 1965. — Vol. 5. — P. 69-80. — doi:10.1016/0020-0891(65)90009-6.
- Kapany N.S. Fiber Optics: Principles and Applications. — Academic Press. — 1967. Русский перевод: Капани Н. Волоконная оптика. — Мир. — М., 1969.
- Hardy E.E., David D.J., Kapany N.S., Unterleitner F.C. Coated optical guides for spectrophotometry of chemical reactions // Nature. — 1975. — Vol. 257. — P. 666-667. — doi:10.1038/257666a0.